# Outside Tour
L'Outside Tour fu la tournée di David Bowie per promuovere l'album 1.Outside. Il tour ebbe inizio il 14 settembre 1995 al Meadows Music Theatre di Hartford, Connecticut. Il gruppo di supporto negli Stati Uniti furono i Nine Inch Nails, che si esibirono anche insieme a Bowie. I Prick aprirono le prime date del tour. Per le date europee fu Morrissey ad aprire i concerti, ma egli abbandonò il tour dopo sole nove date, e fu rimpiazzato da The Gyres, Echobelly, Placebo, e vari altri gruppi.

## Organizzazione del tour
Le prime prove per il tour si tennero al Complete Music Studios di New York prima di trasferirsi presso il Mullins Center, dove i Nine Inch Nails si unirono alle sedute di registrazione.
Questo tour fu il primo di Bowie fin dal Sound+Vision Tour del 1990. Bowie dichiarò: «Suoneremo alcune delle vecchie canzoni, certo, ma non cose ovvie. Notai, mentre provavamo in vista del [Outside] tour, che vecchi brani che non suonavo più da anni, improvvisamente si amalgamavano abbastanza bene con il nuovo materiale – cose tipo ... Joe the Lion. Così, non vedo l'ora». Altre canzoni del catalogo passato di Bowie che egli eseguì durante il tour inclusero Scary Monsters (and Super Creeps), Look Back in Anger, Andy Warhol e Breaking Glass.
In retrospettiva, Bowie parlò della sua scelta dei Nine Inch Nails come gruppo di supporto per la parte statunitense del tour:
Trent Reznor si era detto influenzato musicalmente da David Bowie a più riprese, ed inoltre aveva già collaborato con lui per il remix di The Hearts Filthy Lesson, e più tardi nel 1997 avrebbe lavorato ancora con Bowie per il singolo I'm Afraid of Americans. Quando nel 1995 venne chiesto a Bowie se l'album 1.Outside fosse stato influenzato dai Nine Inch Nails, egli rispose: «la band che in realtà ascoltavo in quel momento erano tre ragazzi svizzeri chiamati The Young Gods... Li conoscevo prima ancora di conoscere i Nine Inch Nails».

## Scenografia e costumi
Per il tour, Bowie optò per una scenografia modesta ("qualche striscione, qualche manichino") e rifuggì da una rappresentazione teatrale ed elaborata come quella dei suoi precedenti Glass Spider Tour del 1987 e Sound+Vision Tour del 1990. Il palco "ricorda un edificio, con le pareti spruzzate di vernice, e drappeggi spiegazzati", ed incluse un tavolo ed una sedia d'epoca in un angolo, sui quali alle volte Bowie si arrampicava durante gli show.
Bowie indossò diversi abiti per il tour (che variarono tra concerti europei e statunitensi), incluse tre giacche disegnate da Alexander McQueen.